# Лозинский, Дмитрий Николаевич
Дми́трий Никола́евич Лози́нский  (27 июня 1939, Москва) — российский программист, специалист по антивирусной защите, заместитель генерального директора ООО «Доктор Веб».

## Биография
Родился 27 июня 1939 года в Москве.
В 1961 году окончил механико-математический факультет МГУ им. М. В. Ломоносова.
После окончания Университета работал по распределению в КГБ СССР, занимаясь там криптографией.
С 1965 года работал в Главном вычислительном центре Госплана СССР, позже — в Министерстве экономики России.
Осенью 1988 года, обнаружив в Госплане вирус Vienna, создал программу-антивирус, назвав её Aidstest. В дальнейшем занимался её совершенствованием.
В 1990 году заключил договор о распространении программы Aidstest с Научным центром СП «Диалог» при Вычислительном Центре АН СССР (ныне — ЗАО «ДиалогНаука»). С 1996 года — Председатель Совета Директоров ЗАО «ДиалогНаука».
5 июля 2004 года приступил к работе в компании «Доктор Веб», где занял пост заместителя генерального директора.

## Награды
8 августа 1999 г. в соответствии с Указом Президента РФ награждён орденом Дружбы.